# Ctenochira ruficoxalis
Ctenochira ruficoxalis är en stekelart som beskrevs av Lee och Cha 1993. Ctenochira ruficoxalis ingår i släktet Ctenochira och familjen brokparasitsteklar. Inga underarter finns listade i Catalogue of Life.